# 岡山県立倉敷天城中学校・高等学校
岡山県立倉敷天城中学校・高等学校（おかやまけんりつ くらしきあまきちゅうがっこう・こうとうがっこう）は、岡山県倉敷市藤戸町天城にある県立中学校・高等学校である。

## 概要
併設型中高一貫校。文部科学省によるスーパーサイエンスハイスクール（SSH）研究指定校。
創立100周年を超える伝統校。かつて倉敷青陵高校、倉敷南高校、倉敷古城池高校の四校間で総合選抜を行っていた名残で、今でも倉敷四校の総称が使われることも多い。
また、私立学校として創立したため、創立者（大塚馨/大塚鉄軒）が存在し、学校敷地内の「鉄軒会館」前には大塚馨の業績を後世に伝えるため 1920年（大正9年）に建立された大塚君碑がある。碑文および題字は後に総理大臣にもなった岡山県出身政治家の犬養毅によるものである。
また、現在でも学校には彼が残したと言われる「鉄軒精神」という言葉が残っており、その中に質実剛健と不撓不屈、勤勉力行がある。

## 沿革
- 1906年（明治39年） - 私立関西中学校（現在の関西高等学校）天城分校として開設される。
- 1908年（明治41年） - 私立天城中学校として独立。
- 1921年（大正10年） - 岡山県天城中学校に改称。
- 1948年（昭和23年） - 学制改革により、岡山県立天城高等学校と改称、定時制岡山県天城高等学校を併設する。
- 1950年（昭和25年） - 家庭課程を併置。
- 1951年（昭和26年） - 併設の定時制岡山県天城高等学校を岡山県天城桜山高等学校と改称。
- 1954年（昭和29年） - 併設の定時制岡山県天城桜山高等学校を組合立岡山県天城高等学校と改称。
- 1956年（昭和31年） - 併置の家庭課程を廃止。
- 1960年（昭和35年） - 併設の組合立岡山県天城高等学校を廃止。
- 1962年（昭和37年） - 倉敷青陵高校との間に総合選抜を実施。
- 1974年（昭和49年） - 合格者の総合選抜に倉敷南高校が加わり、三校総合選抜となる。
- 1980年（昭和55年） - 合格者の総合選抜に倉敷古城池高校が加わり、四校総合選抜となる。
- 1999年（平成11年） - 総合選抜を廃止。理数科を設置。
- 2005年（平成17年） - 文部科学省スーパーサイエンスハイスクール(SSH)研究指定校となる。
- 2006年（平成18年） - 創立100周年を迎える。
- 2007年（平成19年） - 岡山県立倉敷天城中学校を併設。普通科が単位制になる。
- 2019年 （令和元年）- 8月15日、西日本に直撃した台風10号により、第二体育館の屋根が風で吹き飛ばされる。

## 教育
中高一貫校化に伴い、大学進学重視をさらに鮮明に打ち出しており、中高一貫の1期生の卒業時の難関大学合格者数の向上を目標としている。理数教育に力を入れており、スーパーサイエンスハイスクールにも指定されている。

## 進路
2015年度卒業生の進路は国公立大学へ155名（現役123名）が合格し、特に地元の岡山大学へ最も多い33名が合格している。近年は東京大学や京都大学へも毎年数名の合格者を出し、2014年度は東大に4名、京大に4名合格している。

## 著名な卒業生
- 西江肇司（ベクトル創業者・会長）
- 中野貴由（大阪大学大学院工学研究科教授）
- 高畑誠（RSK山陽放送報道部報道記者・気象予報士）
- 中西圭三（シンガーソングライター）
- 檜山うめ吉（俗曲師）
- 乃村健次（声優）
- 前野朋哉（俳優・映画監督）
- 山﨑夕貴（フジテレビアナウンサー）
- 荒井輝年（ボートレーサー）
- 中江俊夫（詩人）
- 河本信昭（スクウェア・エニックスゲームクリエイター）
- 福本敏（東北大学教授、九州大学教授）
- 友森美文（声楽家）
- 楢村友隆（倉敷芸術科学大学准教授、森ノ宮医療大学客員教授）
- 希良々うみ（元宝塚歌劇団雪組娘役）

## 交通アクセス
- JR倉敷駅より下電バス「天城中学高校西入口」下車、徒歩約9分
- JR児島駅より下電バス「天城中学高校南入口」下車、徒歩約9分
- JR茶屋町駅より徒歩約20分